# تاو۴ جوی
تاو۴ جوی یک ستاره است که در صورت فلکی جوی قرار دارد.